# Amalrik I van Montfort
Amalrik I van Montfort (overleden na 1052/1053) was in de 11e eeuw de eerst bekende heer van Montfort. Hij wordt beschouwd als de stamvader van het huis Montfort-l'Amaury.

## Levensloop
De herkomst van Amalrik is niet duidelijk. Volgens de 12e-eeuwse kroniekschrijver Ordericus Vitalis zou hij een zoon van Willem van Henegouwen geweest zijn, wat echter in geen enkele contemporaine bron bevestigd wordt. Volgens een bijdrage in de Kroniek van Saint-Denis was zijn moeder een vrouwe van Nogent.
Tussen 1022 en 1031 dook hij als getuige op in meerdere oorkonden van koning Robert II van Frankrijk. In 1052/1053 stichtte Amalrik eveneens de priorij van Saint-Thomas in Épernon. Sindsdien wordt hij in geen enkele bron meer vermeld.
Amalrik was gehuwd met Bertrada van Gometz en had minstens twee zonen: zijn erfopvolger Simon I (overleden in 1087) en Mainer.